# Campeonato de España de Maratón
El Campeonato de España de Maratón es una competición deportiva de atletismo, de carácter nacional y organizada por la Federación Española de Atletismo (RFEA) desde 1928, que decide anualmente al campeón de España de maratón, prueba disputada en ruta sobre 42 kilómetros 195 metros. 

Desde su primera edición, se dejó de disputar en los años 1929, 1932, 1934, 1936-1939 (debido a la guerra civil española), 2002, 2003 y 2004.

La primera edición femenina se disputó en el año 1981.

Esta competición se disputa independiente del Campeonato de España de Atletismo.

## Ediciones y campeones
| Edición | Sede                      | Fecha                   | Vencedor Masculino                 | Vencedora Femenina            |
| ------- | ------------------------- | ----------------------- | ---------------------------------- | ----------------------------- |
| 1928    | Barcelona                 | 29 de junio             | Emilio Ferrer 3h06:50.4            | No disputado.                 |
| 1930    | Barcelona                 | 28 de diciembre         | Ginés Ramos 3h09:56.4              | No disputado.                 |
| 1931    | Zaragoza                  | 20 de diciembre         | Joaquín Callao 3h10:12             | No disputado.                 |
| 1933    | Barcelona                 | 8 de enero              | Victoriano Alejandro Pérez 2h08:24 | No disputado.                 |
| 1935    | Barcelona                 | 10 de marzo             | Juan Font 2h43:14.6 RC             | No disputado.                 |
| 1940    | Zaragoza                  | 20 de octubre           | Vicente Salas 2h56:13              | No disputado.                 |
| 1941    | Tolosa                    | 26 de octubre           | Jerónimo Monge 3h01:24.8           | No disputado.                 |
| 1942    | Granollers                | 11 de octubre           | Vicente Salas 2h51:33              | No disputado.                 |
| 1943    | Zaragoza                  | 25 de abril             | Jerónimo Monge 3h03:38.2           | No disputado.                 |
| 1944    | Zaragoza                  | 30 de abril             | Alfonso Sebastiá 2h53:54.2         | No disputado.                 |
| 1945    | Algemesí                  | 15 de abril             | Alfonso Sebastiá 2h58:46           | No disputado.                 |
| 1946    | Algemesí                  | 7 de abril              | Pedro Gómez 2h47:54                | No disputado.                 |
| 1947    | Algemesí                  | 27 de abril             | Manuel Sánchez 2h58:07             | No disputado.                 |
| 1948    | Zaragoza                  | 25 de abril             | José Blay 2h43:39.4                | No disputado.                 |
| 1949    | Zaragoza                  | 17 de abril             | Tomás Ostáriz 3h05:44              | No disputado.                 |
| 1950    | Lérida                    | 1 de octubre            | Tomás Ostáriz 3h06:24              | No disputado.                 |
| 1951    | Zaragoza                  | 14 de octubre           | Pedro Sierra 2h41:19.4 RC          | No disputado.                 |
| 1952    | Zaragoza                  | 19 de abril             | Pedro Sierra 2h38:36.8 RC          | No disputado.                 |
| 1953    | Reus                      | 19 de abril             | Manuel Polo 2h52:00                | No disputado.                 |
| 1954    | Barcelona                 | 27 de junio             | Francisco Juan 2h44:10             | No disputado.                 |
| 1955    | Barcelona                 | 19 de junio             | Jaime Guixá 2h46:42                | No disputado.                 |
| 1956    | Zaragoza                  | 29 de abril             | Pedro Sierra 2h37:17.6 RC          | No disputado.                 |
| 1957    | Valencia                  | 12 de mayo              | Miguel Navarro 2h39:22             | No disputado.                 |
| 1958    | Zaragoza                  | 27 de abril             | Miguel Navarro 2h34:49.3 RC        | No disputado.                 |
| 1959    | Valencia                  | 26 de abril             | Miguel Navarro 2h28:22.2 RC        | No disputado.                 |
| 1960    | Zaragoza                  | 17 de abril             | Jaime Guixá 2h24:00.2              | No disputado.                 |
| 1961    | Manresa                   | 13 de agosto            | Miguel Navarro 2h34:39             | No disputado.                 |
| 1962    | Zaragoza                  | 1 de julio              | Jaime Guixá 2h33:40.8              | No disputado.                 |
| 1963    | Madrid                    | 9 de junio              | Francisco Guardia 2h20:43.6        | No disputado.                 |
| 1964    | Itsasondo - San Sebastián | 7 de junio              | Miguel Navarro 2h33:03.8           | No disputado.                 |
| 1965    | Elgóibar                  | 9 de mayo               | Rufino Galán 2h32:09               | No disputado.                 |
| 1966    | Sagunto                   | 5 de junio              | Carlos Pérez 2h22:45 RC            | No disputado.                 |
| 1967    | Igualada                  | 4 de junio              | Carlos Pérez 2h24:45.2             | No disputado.                 |
| 1968    | Vigo                      | 12 de mayo              | Carlos Pérez 2h18:10.2 RC          | No disputado.                 |
| 1969    | Sueca                     | 11 de mayo              | Carlos Pérez 2h13:42               | No disputado.                 |
| 1970    | Torrelavega               | 19 de julio             | Carlos Pérez 2h23:12               | No disputado.                 |
| 1971    | Palencia                  | 16 de mayo              | Juan Hidalgo 2h18:04 RC            | No disputado.                 |
| 1972    | Paterna                   | 21 de mayo              | Santiago Manguán 2h18:00.2 RC      | No disputado.                 |
| 1973    | Sueca                     | 1 de julio              | Luis Miguel Landa 2h30:48.2        | No disputado.                 |
| 1974    | Munguía                   | 21 de abril             | Juan Hidalgo 2h16:00.0 RC          | No disputado.                 |
| 1975    | Avilés                    | 18 de mayo              | Agustín Fernández 2h18:03          | No disputado.                 |
| 1976    | Palencia                  | 1 de mayo               | José Mateo Gómez 2h18:33           | No disputado.                 |
| 1977    | Oyarzun                   | 1 de mayo               | Santiago Manguán 2h21:33.6         | No disputado.                 |
| 1978    | Laredo                    | 1 de mayo               | Antonio Romero 2h15:31 RC          | No disputado.                 |
| 1979    | Avilés                    | 22 de abril             | Eleuterio Antón 2h17:01.7          | No disputado.                 |
| 1980    | Laredo                    | 8 de junio              | Eleuterio Antón 2h14:32 RC         | No disputado.                 |
| 1981    | Oyarzun                   | 12 de julio             | Eleuterio Antón 2h20:49            | Rosa Talavera 2h58:32         |
| 1982    | Laredo                    | 4 de julio              | Santiago de la Parte 2h15:47       | Consuelo Alonso 2h56:01 RC    |
| 1983    | Laredo                    | 1 de mayo               | Juan Carlos Traspaderne 2h15:10    | Consuelo Alonso 2h51:56 RC    |
| 1984    | Fuenterrabía              | 20 de mayo              | Eleuterio Antón 2h13:28 RC         | Consuelo Alonso 2h50:54 RC    |
| 1985    | Laredo                    | 3 de febrero            | Alfonso Abellán 2h13:38            | Mercedes Calleja 2h39:53 RC   |
| 1986    | Lorca                     | 20 de abril             | Santiago de la Parte 2h16:37       | Mercedes Calleja 2h40:24      |
| 1987    | Sevilla                   | 8 de febrero            | Vicente Antón 2h12:56              | María Luisa Irizar 2h42:08    |
| 1988    | Valencia                  | 7 de febrero            | Alfonso Abellán 2h14:42            | María Luisa Iriza 2h41:03     |
| 1989    | Laredo                    | 25 de junio             | Emiliano García 2h20:33            | Marina Prat 2h41:15           |
| 1990    | Madrid                    | 29 de abril             | Vicente Antón 2h14:51              | Marina Prat 2h37:14 RC        |
| 1991    | San Sebastián             | 13 de octubre           | Jesús de Grado 2h15:16             | María Luisa Irizar 2h36:28 RC |
| 1992    | Barcelona                 | 15 de marzo             | Rodrigo Gavela 2h14:27             | Ana Isabel Alonso 2h39:10     |
| 1993    | Valencia                  | 7 de febrero            | Ricardo Castaño 2h15:27            | Mónica Pont 2h35:30 RC        |
| 1994    | Sevilla                   | 27de febrero            | José Apalanza 2h16:09              | Ana Isabel Alonso 2h33:18 RC  |
| 1995    | Badajoz                   | 29 de enero             | Ricardo Castaño 2h16:17            | María Luisa Irizar 2h41:41    |
| 1996    | Ciudad Real               | 27 de octubre           | Rodrigo Gavela 2h18:34             | Aurora Pérez 2h41:19          |
| 1997    | Sama de Langreo           | 26 de octubre           | Antoni Peña 2h10:49 RC             | Rocío Ríos 2h32:12 RC         |
| 1998    | Badajoz                   | 25 de febrero           | Juan Antonio Ruiza 2h18:46         | No disputado                  |
| 1999    | Ciudad Real               | 24 de octubre           | José María González 2h18:14        | No disputado                  |
| 2000    | Valencia                  | 6 de febrero            | Benito Ojeda 2h18:37               | María Luisa Muñoz 2h32:34     |
| 2001    | Barcelona                 | 6 de febrero            | Benito Ojeda 2h20:36               | María Jesús Zorraquín 2h51:22 |
| 2002    | No se celebró             | No se celebró           | No se celebró                      | No se celebró                 |
| 2003    | No se celebró             | No se celebró           | No se celebró                      | No se celebró                 |
| 2004    | No se celebró             | No se celebró           | No se celebró                      | No se celebró                 |
| 2005    | Vitoria                   | 10 de abril             | Roger Roca 2h18:43                 | María José Pueyo 2h37:05      |
| 2006    | Vitoria                   | 2 de abril              | Javier Díaz 2h19:39                | Rosa María Teresí 2h49:30     |
| 2007    | Vitoria                   | 6 de mayo               | Oscar Martín 2h14:55               | María Teresa Pulido 2h36:17   |
| 2008    | Valencia                  | 17 de febrero           | Asier Cuevas 2h15:00               | María José Pueyo 2h32:22      |
| 2009    | Sevilla                   | 22 de febrero           | Rafael Iglesias 2h11:51            | María Jesús Gestido 2h40:26   |
| 2010    | Madrid                    | 25 de abril             | Miguel Ángel Gamonal 2h17:27       | Ana Casares 2h47:50           |
| 2011    | Sevilla                   | 13 de febrero           | Pablo Villalobos 2h12:21           | Tamara Sanfabio 2h37:24       |
| 2012    | Castellón                 | 11 de diciembre de 2011 | Carles Castillejo 2h10:09 RC       | Vanessa Veiga 2h32:57         |
| 2013    | La Coruña                 | 21 de abril             | Javier Guerra 2h12:21              | María Jesús Gestido 2h40:23   |
| 2014    | San Sebastián             | 24 de noviembre de 2013 | Carles Castillejo 2h12:43          | Estela Nasvascués 2h32:38     |
| 2015    | San Sebastián             | 30 de noviembre de 2014 | Pedro Nimo 2h15:57                 | Verónica Pérez 2h34:45        |
| 2016    | Sevilla                   | 21 de febrero           | Carles Castillejo 2h11:29          | Paula González 2h31:18 RC     |
| 2017    | Castellón                 | 19 de febrero           | Pablo Villalobos 2h21:42           | Clara Simal 2h37:22           |
| 2018    | Sevilla                   | 25 de febrero           | Javier Guerra 2h08:36 RC           | Marta Esteban 2h31:24         |
| 2019    | Ciudad Real               | 20 de octubre           | Luis Miguel Sánchez 2h23:49        | Gemma Arenas 2h42:54          |
| 2020    | Sevilla                   | 23 de febrero           | Javier Guerra 2h07:28 RC           | Marta Galimany 2h29'02" RC    |
| 2021    | Santa Cruz de Tenerife    | 14 de noviembre         | Carlos Gazapo2h24'35'' RC          |                               |